# Завади-Гута
Завади-Гута (пол. Zawady-Huta) — село в Польщі, у гміні Плоняви-Брамура Маковського повіту Мазовецького воєводства.
Населення — 41 особа (2011).

## Демографія
Демографічна структура станом на 31 березня 2011 року:
|          | Загалом | Допрацездатний вік | Працездатний вік | Постпрацездатний вік |
| -------- | ------- | ------------------ | ---------------- | -------------------- |
| Чоловіки | 25      | 6                  | 16               | 3                    |
| Жінки    | 16      | 4                  | 6                | 6                    |
| Разом    | 41      | 10                 | 22               | 9                    |